# Hafravatn
Hafravatn är en sjö på Island, 14 kilometer från Reykjavik. Dess yta är 1,02 km2.